# Насіння гарбуза

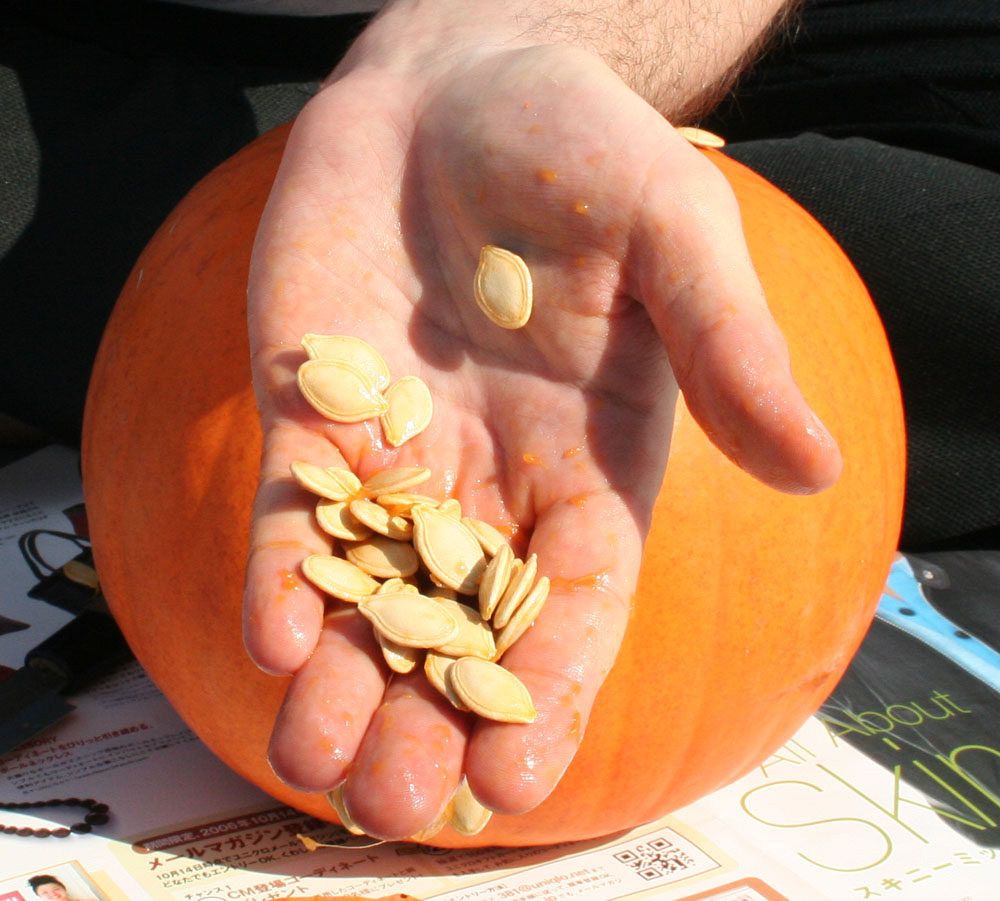
Гарбузове насіння вибране з плода

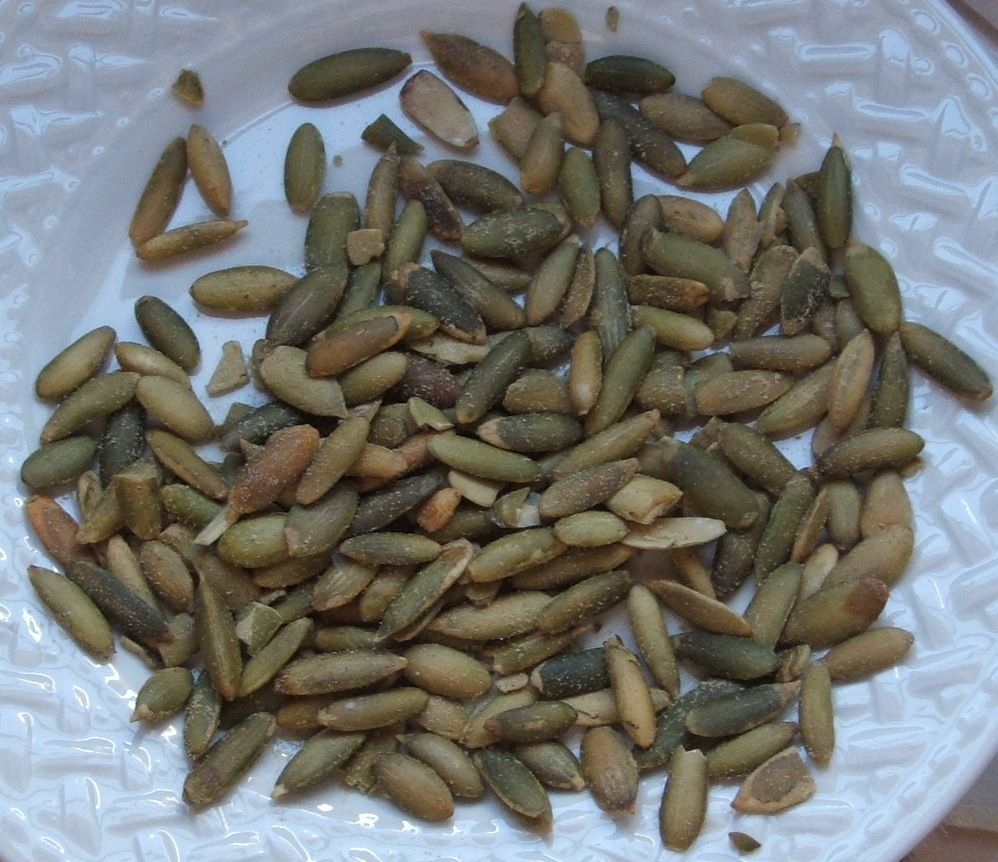
Насіння гарбуза після лущення, обсмажування та засолювання

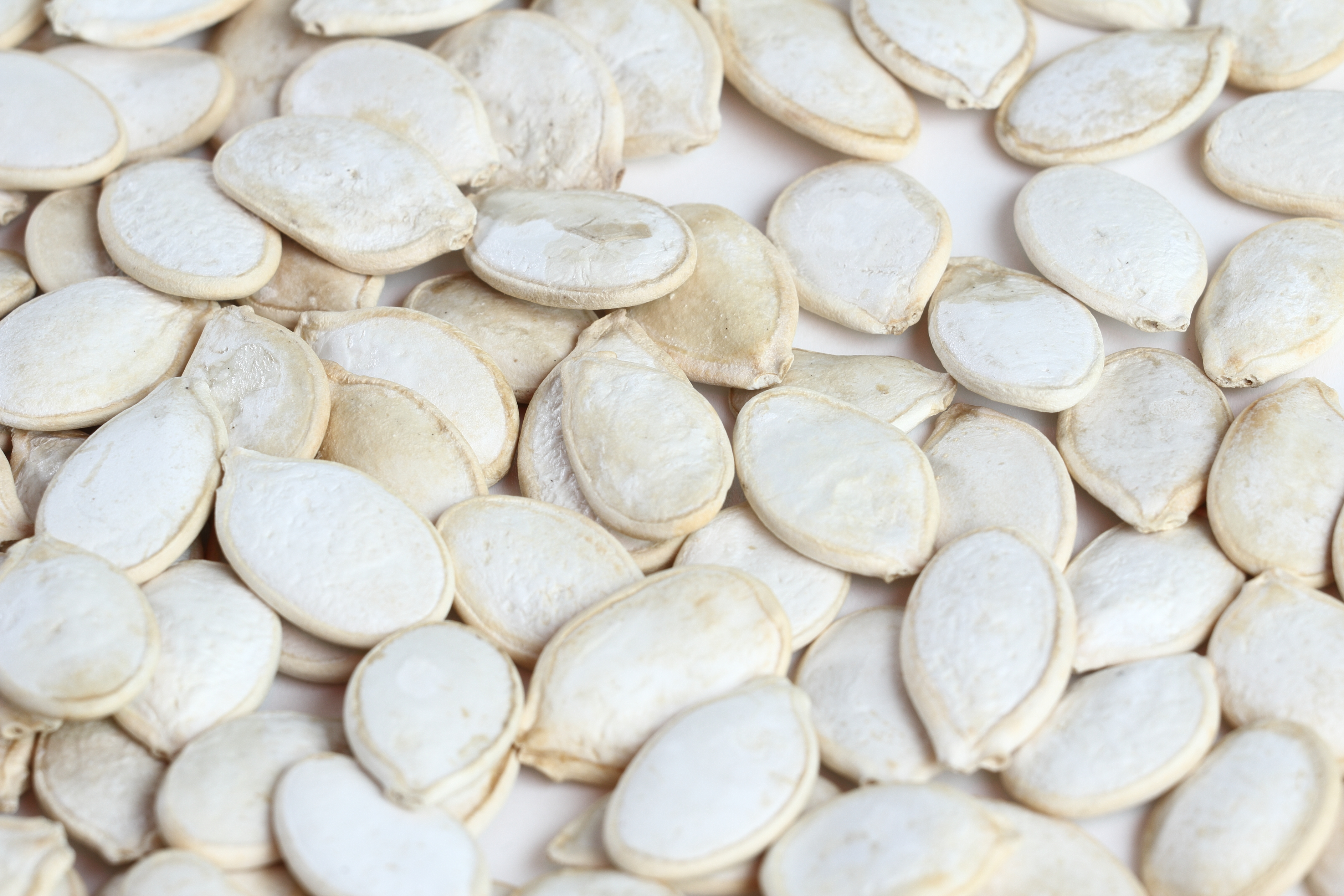
Сушене гарбузове насіння в лушпинні

Гарбузове насіння - це їстівне насіння гарбуза або деяких інших сортів кабаків. Містить багато поживних та корисних речовин: 30% високоякісного білку з високим вмістом незамінних амінокислот, 50-60% якісних жирів (80%+ ненасичені), багато вітамінів (група В, Е, К), мікроелементів (Цинк, Магній, Залізо, Фосфор), клітковини, антиоксидантів та поліфенолів. Є одним з найкорисніших традиційних українських суперфудів.
В Північній Америці відоме як ісп. pepita (від мексиканської ісп. pepita de calabaza , "маленьке насіння кабака"). Насіння, як правило, плоске та асиметрично овальне, має біле зовнішнє лушпиння і після видалення лушпиння має світло-зелений колір. Деякі сорти не мають лушпиння і вирощуються лише для отримання їстівного насіння.  Насіння збагачене поживними речовинами та калоріями, з особливо високим вмістом жиру (особливо лінолевої та олеїнової кислот ), білка, харчових волокон та численних мікроелементів . Термін насіння гарбуза може стосуватися як лущеного ядра, так і нелущеного цілого насіння, але найчастіше воно стосується смаженого кінцевого продукту, що використовується як снек.

## Кулінарія
Насіння гарбуза є поширеним інгредієнтом мексиканської кухні, а також його смажать і подають як закуску.  Мариноване та смажене насіння є осінньою сезонною закускою в Сполучених Штатах, а також серійно виробленою упакованою закускою, подібно до насіння соняшнику, доступною цілий рік. Насіння розповсюджене під своєю іспанською назвою Pepitas (зазвичай скороченою), і, як правило, солене, а іноді і пряне після обсмаження (а сьогодні також доступне як упакований продукт) у Мексиці та інших країнах Латинської Америки, на південному заході Америки, а також у спеціалізованих магазинах та магазинах мексиканській кухні.
Найдавніші відомі докази одомашнення Гарбуза (лат. Cucurbita) датуються 8 000–10 000 років тому, що передувало одомашненню інших культур, таких як кукурудза та звичайна квасоля у регіоні приблизно на 4000 років. Зміни форми та забарвлення плодів свідчать про навмисне розведення Гарбуза звичайного (лат. C. pepo), яке відбулося не пізніше 8000 років тому.   Процес розвитку аграрних знань про одомашнення сільськогосподарських культур відбувався протягом 5000–6 500 років у Мезоамериці . Кабаки були одомашнені першими, кукурудза - друга, потім - квасоля, і всі вони стали частиною сільськогосподарської системи трьох сестер .  
Як інгредієнт страв з Моле(соус), воно відоме в іспанській мові як ісп. pipián . Мексиканська закуска, що використовує насіння у селянському стилі, відома як ісп. pepitoría. Злегка обсмажене, солоне, очищене від лушпиння насіння гарбуза популярне в Греції з характерною італійською назвою італ. passatempo («проведення часу»).
Пресована олія смаженого насіння Гарбуз звичайний (лат. Cucurbita pepo subsp. pepo var. "Styriaca") також використовується в кухні Центральної та Східної Європи. Прикладом цього є гарбузова олія .  
В Україні популярна гарбузова олія, виробляється паста з насіння, очищене насіння використовується як додаток до салатів та вживається у складі страв здорового харчування, у снеках.

## Поживні властивості
| Насіння гарбуза та кабаків, смажене, з додаванням солі Харчова цінність в 100 г продукту |         |
| --- | ------- |
| Енергетична цінність 574 ккал / 2401 кДж |         |
| \| Вода \| 2.0 g \| \| Білки \| 29.84 g \| \| Жири \| 49.05 g \| \| насичені \| 8.544 g \| \| мононенасичені \| 15.734 \| \| поліненасичені \| 19.856 \| \| Вуглеводи \| 14.71 g \| \| дисахариди \| 1.29 g \| \| \| \| \| Тіамін (B1) \| 0.07 мг \| \| Рибофлавін (B2) \| 0.15 мг \| \| Ніацин (B3) \| 4.43 мг \| \| Пантотенова кислота (B5) \| 0.57 мг \| \| Піридоксин (B6) \| 0.1 мг \| \| Фолацин (B9) \| 57 мкг \| \| Аскорбінова кислота (віт. С) \| 6.5 мг \| \| Токоферол (вітам. E) \| 0.56 мг \| \| Вітамін K \| 4.5 мкг \| \| \| \| \| Кальцій \| 52 мг \| \| Залізо \| 8.07 мг \| \| Магній \| 550 мг \| \| Фосфор \| 1174 мг \| \| Калій \| 788 мг \| \| Натрій \| 256 мг \| \| Цинк \| 7.64 мг \| \| \| \| |         |
| Link to USDA Database entry Джерело: USDA Nutrient database |         |
| Вода | 2.0 g   |
| Білки | 29.84 g |
| Жири | 49.05 g |
| насичені | 8.544 g |
| мононенасичені | 15.734  |
| поліненасичені | 19.856  |
| Вуглеводи | 14.71 g |
| дисахариди | 1.29 g  |
| |         |
| Тіамін (B1) | 0.07 мг |
| Рибофлавін (B2) | 0.15 мг |
| Ніацин (B3) | 4.43 мг |
| Пантотенова кислота (B5) | 0.57 мг |
| Піридоксин (B6) | 0.1 мг  |
| Фолацин (B9) | 57 мкг  |
| Аскорбінова кислота (віт. С) | 6.5 мг  |
| Токоферол (вітам. E) | 0.56 мг |
| Вітамін K | 4.5 мкг |
| |         |
| Кальцій | 52 мг   |
| Залізо | 8.07 мг |
| Магній | 550 мг  |
| Фосфор | 1174 мг |
| Калій | 788 мг  |
| Натрій | 256 мг  |
| Цинк | 7.64 мг |
| |         |

Висушене, смажене насіння гарбуза складається з 2% води, 49% жиру, 15% вуглеводів і 30% білка (таблиця). У довідковій порції 100 грамів, насіння має калорійність (574 ккал), і є багатим джерелом (20% від денної норми, або вище) білка, харчових волокон, ніацину, заліза, цинку, марганцю, магнію, та фосфору (таблиця).  Насіння є помірним джерелом (10–19% від денної норми) рибофлавіну, фолатів, пантотенової кислоти, натрію та калію (таблиця). Основними жирними кислотами в насінні гарбуза є лінолева кислота та олеїнова кислота, у меншій кількості пальмітинова та стеаринова кислоти.

### Олія
Олія з гарбузового насіння, що є кулінарною особливістю та важливим товаром експорту Центральної Європи, використовується в кулінарії як олія для салатів та харчовий жир.
Далі наводяться діапазони вмісту жирних кислот у лат. С. maxima pepitas  (див. Гарбузова олія ):
| n: ненасичений | Назва жирної кислоти | Відсотковий діапазон |
| -------------- | -------------------- | -------------------- |
| (14: 0)        | Міристинова кислота  | 0,003–0,056          |
| (16: 0)        | Пальмітинова кислота | 1,6–8,0              |
| (16: 1)        | Пальмітоєва кислота  | 0,02–0,10            |
| (18: 0)        | Стеаринова кислота   | 0,81–3,21            |
| (18: 1)        | Олеїнова кислота     | 3,4–19,4             |
| (18: 2)        | Лінолева кислота     | 5,1–20,4             |
| (18: 3)        | Ліноленова кислота   | 0,06–0,22            |
| (20: 0)        | Арахідова кислота    | 0,06–0,21            |
| (20: 1)        | Гадолева кислота     | 0–0,035              |
| (22: 0)        | Бегенова кислота     | 0,02–0,12            |

Загальна концентрація ненасичених жирних кислот становить від 9% до 21% насіння. Загальний вміст жиру коливається від 11% до 52%. Залежно від кількості альфа-токоферолу, видобутого з олії, вміст вітаміну Е у насінні сорту лат. С. maxima коливається від 4 до 19мг/100г насіння.

## Медицина
Колись насіння гарбуза використовували як антигельмінт у традиційній медицині Китаю для вигнання паразитів стрічкових черв’яків, таких як стрічкові черв’яки Taenia .  Тому насіння було перелічено у Фармакопеї США як антипаразитарний засіб з 1863 по 1936 рр. 
В українській народній медицині насіння гарбуза використовується як гельмінтогінний засіб, його рекомендують при захворюваннях нирок і сечовивідних шляхів. 

## Ринок
Завдяки своїй універсальності як інгредієнта харчового продукту або закуски, прогнозується, що попит на насіння гарбуза зростатиме на 13% щорічно і становитиме 631 млн. доларів з 2020 по 2024 рік.  Попит з боку Китаю та нові сорти, що мають насіння без лушпиння для полегшення переробки, є основними причинами збільшення вирощування.

## Дивитися також
- Соняшникове насіння
- Гарбузова олія
- Конопляне насіння
- Горіхи
- Суперфуди